# Torneo de Atlanta 2016
El BB&T Atlanta Open 2016 es un torneo de tenis. Pertenece al ATP Tour 2016 en la categoría ATP World Tour 250. El torneo tendrá lugar en la ciudad de Atlanta, Estados Unidos, desde el 1 hasta el 7 de agosto de 2016 sobre canchas duras, el cual pertenece a un conjunto de torneos que forman al US Open Series 2016.

## Cabezas de serie

### Individual
| Tenista                | Ranking | Preclasificado |
| John Isner             | 16      | 1              |
| Nick Kyrgios           | 19      | 2              |
| Kevin Anderson         | 34      | 3              |
| Alexandr Dolgopolov    | 38      | 4              |
| Fernando Verdasco      | 48      | 5              |
| Guillermo García-López | 54      | 7              |
| Donald Young           | 57      | 8              |
| Taylor Fritz           | 63      | 9              |

- Ranking del 25 de julio de 2016

### Dobles
| Tenista                             | Ranking | Preclasificado |
| Ivan Dodig Aisam-ul-Haq Qureshi     | 60      | 1              |
| Robert Lindstedt Mate Pavić         | 71      | 2              |
| Eric Butorac Sam Groth              | 114     | 3              |
| Jonathan Erlich Mariusz Fyrstenberg | 121     | 4              |

## Campeones

### Individual Masculino
Nick Kyrgios venció a  John Isner por 7-6(3), 7-6(4)

### Dobles Masculino
Andrés Molteni /  Horacio Zeballos vencieron a  Johan Brunström /  Andreas Siljeström por 7-6(2), 6-4